# شمنديل
شمنديل إحدى قرى مركز قويسنا التابع لمحافظة المنوفية في جمهورية مصر العربية، وتجاورها قرية أشليم.

## التاريخ
قرية شمنديل من القرى القديمة، حيث وردت باسم «شمنديم» في أعمال جزيرة قوسينا ضمن قرى الروك الصلاحي التي أحصاها ابن مماتي في كتاب قوانين الدواوين، كما وردت باسم «شمنديم» في أعمال الغربية ضمن قرى الروك الناصري التي أحصاها ابن الجيعان في كتاب «التحفة السنية بأسماء البلاد المصرية». وفي العصر العثماني وردت باسم «شمنديل» في التربيع العثماني الذي أجراه الوالي العثماني سليمان باشا الخادم في عصر السلطان العثماني سليمان القانوني ضمن قرى ولاية الغربية، وفي تاريخ 1228هـ/1813م الذي عدّ قرى مصر بعد المسح الذي قام به محمد علي باشا باسم «شمنديل الفار» ضمن قرى مديرية المنوفية. حُذفت كلمة الفار من الاسم سنة 1349هـ/1930م.

## السكان
بلغ عدد سكان شمنديل 4,235 نسمة، حسب الإحصاء الرسمي لعام 2006.